# 테오 마센

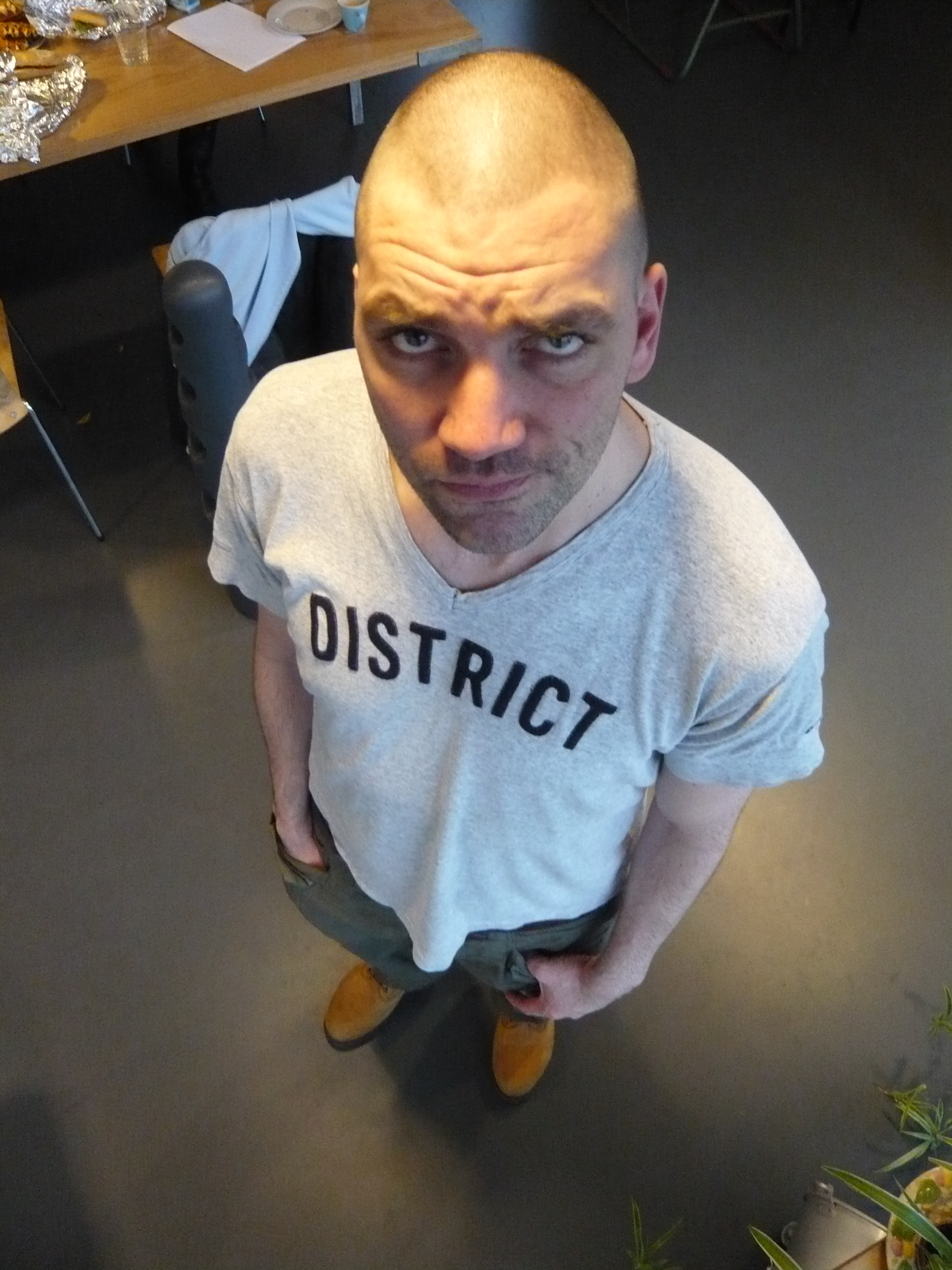

테오 마센(Theo Maassen, 1966년 12월 8일 ~ )은 네덜란드 왕국의 텔레비전 배우, 영화배우, 배우이다.
우흐스트헤이스트에서 태어났다.

## 영화
- 두드슬랙 (2012년)
- 도미노 이펙트 (2012년)
- 뉴 키즈 터보 (2010년)
- 마법사들 (2010년)
- TBS (2008년)
- 미노스 (2001년) - 티베 역